# Numa Pompilius

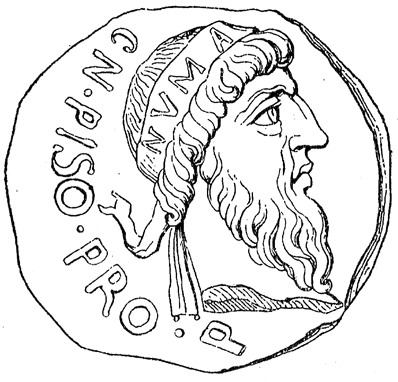
Numa Pompilius

Num Pompilius là một vị vua bán thần thoại và là vua thứ hai của Vương quốc La Mã. Ông lên ngôi sau cái chết của Romulus, vị vua sáng lập ra La Mã cổ đại. Numa trị vì từ khoảng 717-673 TCN. Sau khi ông chết năm 673 TCN ở tuổi già, Tullus Hostilius lên ngôi vua.